# 中嶋嶺雄
中嶋 嶺雄（なかじま みねお、1936年5月11日 - 2013年2月14日）は、日本の政治学者、国際社会学者。社会学博士。専門は現代中国政治。東京外国語大学学長、同大学名誉教授、国際教養大学学長、公立大学法人国際教養大学理事長をそれぞれ務めた。位階は従三位。

## 人物
長野県松本市生まれ。長野県松本深志高等学校を経て、東京外国語大学外国語学部中国科を経て、東京大学大学院社会学研究科国際関係論修士課程修了、博士課程中退。1980年、社会学博士。
中華人民共和国時代の中国についての先駆的な研究者として知られ、文化大革命に対する批判など現代中国への冷徹な認識で知られる。東京外国語大学名誉教授（1995年から2001年まで学長）、元北九州市立大学大学院教授。
アメリカ政治外交史研究者で大阪大学大学院教授の中嶋啓雄は息子。元衆議院議員・元長野県知事の村井仁とは高校時代の同級生。

## 来歴

### 少年期
薬局を経営する父・中嶋高雄と母・綾子の間に一人息子として誕生。その後、地元の市立源池国民学校に入学。1945年、9歳の時に終戦となり、玉音放送を耳にする。終戦後、松本音楽院の一期生として鈴木鎮一に師事し、ヴァイオリンを習い始める。小学校卒業後、新制の松本市立清水中学校へ入学。1953年、松本深志高校へ進学。高校入学後、父の経営する薬局の資金繰りが行き詰まり、一人で製薬会社へ直談判に行くが、未成年のため応じてもらえず、債権者に家財一式を渡すこととなった。

### マルクス主義への傾倒と学生運動
当初は、父の後を継いで薬剤師になるために理科系へ進むつもりであったが、家業が暗転したことで世の中の矛盾に気付きマルクス主義に目覚め、社会科学を学ぶために文系へ進路変更した。失恋の影響で高校卒業後、一年間浪人。社会主義革命の息吹に燃えていた中国を専攻したいという思いから、東京外国語大学の中国科を受験して合格する。入試の面接（当時は入試に面接があった）では、「なぜ外大を選んだのか」という質問に対し、「串田先生（串田孫一）がおられるから」と答えた。また、語学をフランス語で受験したが、受験者中最高点だったという。東京外国語大学入学後は学生運動に没頭し、安保闘争に身を投じた。その中で、妻となる奈良女子大学理学部の洋子（後に中学校の理科の教員となる）と出会う。大学を卒業する頃は安保闘争の高揚期であったため、企業への就職活動は一切行わなかった。

### 世界経済研究所時代
1960年に大学を卒業した後、「今までの学生運動の経験を生かせる場所はないか」と考え、左翼系の研究所である財団法人世界経済研究所の理事長をしていた小椋広勝の自宅を訪問。その後、入所試験を受けて合格し、世界経済研究所へ採用される。岸信介内閣で安保闘争が敗北した後、香山健一から紹介されて、清水幾太郎が結成した現代思想研究会に参加（当時全学連リーダーを務めていた森田実も参加していた）。『現代思想』の編集などを担当していたが、第7号をもって停刊し、現代思想研究会も解散となった。現代思想研究会の解散後、世界経済研究所で研究を続けるうちにマルクス主義への憧れが自己の中で崩壊し、「このような気持ちで研究を続けるわけにいかない」と思い、また、学生運動時代の仲間が大学院進学を考えるようになった影響で、自分も大学院を目指すようになる。

### 東大大学院を経て、東京外国語大教員へ
東京大学大学院社会学研究科を受験し、合格。国際関係論を専攻する（指導教官は江口朴郎）。大学院在学中、当時の中華人民共和国で吹き荒れていた毛沢東思想へ疑問を感じるようになり、『現代中国論－イデオロギーと政治の内的考察』（1964年、青木書店）を著し、毛沢東を批判する。その後、母校の東京外国語大学の教員である伊東光晴（経済学担当）、鐘ヶ江信光（中国語担当）、小川芳男（当時の学長）から「助手に採用したい」との申し出を受け、1965年に大学院修士課程修了後、同博士課程を経て、東京外国語大の教員となる。中国で文化大革命が起こると、人事院総裁に直訴し、禁止されていた「国家公務員の共産圏渡航」を認めさせ、中国を訪問する。1966年、香港・広州・北京・上海などを訪れ、『毛沢東語録』を片手に持つ紅衛兵と共にピアノとヴァイオリンの合奏を行うなど、様々な交流をした。これらの経験から得た情報を元に、『中央公論』に『毛沢東 北京脱出の真相』と題する論文を投稿した。
1968年、大学紛争が発生して全共闘により、東京外国語大学も封鎖される。この影響で、中嶋の研究室も荒されて放火された。文化大革命や大学紛争を見ているうちに、左翼思想から完全に転向することとなる。

また金嬉老事件の際、鈴木道彦や中野好夫、日高六郎、宇野重吉らと共に銀座東急ホテルで「金さんへ」という呼びかけで始まる文書をとりまとめて、後日文化人・弁護士5人がその文書を吹き込んだテープを持って、金嬉老を訪ね会見した。
大学紛争終息後の1969年から1年半、外務省特別研究員として香港へ留学。当時の日本で文革に好意的なムードが支配的な中、文革を権力闘争として突き放した視点からの論考を多数発表した。そのうちの代表的なものは『北京烈烈』に収められ、1981年のサントリー学芸賞を受賞した。以後現代中国論を中心に幅広く執筆し、保守派の論客として名をなした。
東京外国語大学では国際関係論のゼミナールを担当。1977年、教授に昇任、またオーストラリア国立大学現代中国センター教員として1年間オーストラリアに在住。1980年、東京大学から「中ソ対立と現代 : 戦後アジアの再考察」にて 社会学博士の学位を取得し、パリ政治学院客員教授となる。1992年、カリフォルニア大学サンディエゴ校大学院客員教授となり、中国の政治と国際関係についての講義を1年間受け持つ。この時、アメリカの学生の学業に対する熱心さを感じた。

### 東京外国語大学学長時代
1995年、東京外国語大学学長に就任する。国立大学協会副会長を務めるなか、次第に協会運営に不満を募らせ、1999年にボンで行われた日独学長会議に偶然石弘光一橋大学学長、内藤喜之東京工業大学学長と参加し、帰国後如水会館のレストランで話し合ったことがきっかけとなり、その後四大学連合が結成された。
また、学長時代の2000年に東京外国語大学が府中市に移転したことが、近隣にあるリベラルアーツ・カレッジの国際基督教大学 (ICU) および後に ICU 学長となる鈴木典比古らとの交流を深めるきっかけとなった。これ以降両大学の交流は幅を広げ、EUIJ東京コンソーシアム、「教育・研究等の連携・協力に関する基本協定書」、多摩アカデミックコンソーシアム (TAC)、グローバル5大学連携協定などの締結につながっていく。

### 北九州市立大学時代
2002年、北九州市立大学大学院社会システム研究科教授に就任した。

### 国際教養大学学長時代
2004年、国際教養大学 (AIU) の初代理事長・学長に就任。それまでは日本に数校しかなかったリベラルアーツ・カレッジの設立に奔走した。中嶋は「東京外語大の学長として成せなかった分まで改革を」と考え、教員の任期制の導入や留学生との寮生活を基本とするリベラルアーツ教育の実現など、大学改革にも尽力した。

### 死去
2013年2月14日午後10時26分、秋田県秋田市の病院にて肺炎により死去。76歳だった。叙従三位。訃報は、都内の自宅で近親者が密葬を終えた後に明らかにされた。同年3月17日に、大学葬・追悼の会が同大にて行われた。
中嶋の死去から3か月後、ICU 元学長の鈴木典比古が、AIU 第2代学長に就任した。

### その後
2014年11月、AIU 開学10周年式典において、中嶋に「名誉学長」の称号が授与された。さらに大学図書館の名称も「中嶋記念図書館」となり、大学図書館内には中嶋の著作や蔵書を収めた「中嶋嶺雄文庫」および中嶋の銅像も設置された。
2018年9月に、評伝『グローバル人材その育成と教育革命 日本の大学を変えた中嶋嶺雄の理念と情熱』（中嶋嶺雄研究会編、アジア・ユーラシア総合研究所）が刊行。

## 受賞・栄典
- 1981年 - 『北京烈烈』でサントリー学芸賞
- 2003年 - 第19回正論大賞
- 2013年 - 瑞宝重光章（没後追贈）

## 社会的活動
- 教育再生会議民間委員
- 文部科学省中央教育審議会委員（第1期～第3期）
- アジア太平洋大学交流機構（UMAP）国際事務総長
- 財団法人国際教育交流馬場財団理事
- 財団法人日本語教育振興協会理事
- 財団法人国際文化交換協会評議員
- 財団法人本田財団評議員
- 社団法人才能教育研究会（スズキ・メソード）会長

## 著書

### 単著
- 『現代中国論―イデオロギーと政治の内的考察』（青木書店, 1964年、増補版1971年）
- 『現代中国入門』（講談社現代新書, 1966年）
- 『中国をみつめて―私の香港通信』（文藝春秋, 1971年）
- 『中国像の検証』（中央公論社〈中公叢書〉, 1972年）
- 『現代中国と国際関係』（日本能率協会〈日能教養新書〉, 1973年）
- 『逆説のアジア』（北洋社, 1977年）
- 『日本外交の選択―米中ソ世界戦略のはざまで』（東洋経済新報社〈東経選書〉, 1978年）
- 『中ソ対立と現代――戦後アジアの再考察』（中央公論社〈叢書国際環境〉, 1978年）
- 『北京烈烈―文化大革命とは何であったか』（筑摩書房（上下）, 1981年／講談社学術文庫, 2002年）- 文庫版は抜粋
- 『中国―歴史・社会・国際関係』（中公新書, 1982年）
- 『文明の再鋳造を目ざす中国』（筑摩書房, 1984年）
- 『知識人と論壇―今日的変貌の断面』（東洋経済新報社〈東経選書〉, 1984年）
- 『現代中国の政治と戦略――革命国家はこのまま「西側化」するのか』（PHP研究所, 1984年）※（電子書籍で再刊、以下も）
- 『10年後の中国―甘い幻想に酔う日本人への警鐘』（第一企画出版, 1985年）
- 『香港――移りゆく都市国家』（時事通信社, 1985年）
- 『日本人と中国人ここが大違い』（文春ネスコ, 1986年、新版1990年／PHP研究所, 2008年※）
- 『21世紀は日本・台湾・韓国だ――いま東アジアが世界をリードする』（第一企画出版, 1986年／三笠書房 知的生きかた文庫, 1988年）
- 『相手の裏を知らない経済戦争―米・ソ・中に手も足も出なくなった日本』（青春出版社〈プレイブックス〉, 1987年）
- 『中国に呪縛される日本』（文藝春秋, 1987年）
- 『ゴルバチョフソ連の読み方――新戦略の真意は何か』（第一企画出版, 1987年）
- 『中ソの戦略・日本の選択』（PHP研究所, 1988年）※
- 『中国の悲劇』（講談社, 1989年）
- 『歴史が求めているものは何か―社会主義の行方・資本主義の選択』（PHP研究所, 1990年）※
- 『中国革命とは何であったのか』（筑摩書房, 1990年）
- 『国際関係論―同時代史への羅針盤』（中公新書, 1992年）※
- 『反・革命の時代――ソ連崩壊後のアジアと日本』（PHP研究所, 1992年）※
- 『三つの中国――連繋と相反』（日本経済新聞社, 1993年）
- 『中国経済が危ない』（東洋経済新報社, 1995年）
- 『中国はこうなる!――鄧小平なきあとの危険な大国の深層』（講談社, 1995年）
- 『沈みゆく香港』（日本経済新聞社, 1997年）
- 『香港回帰――アジア新世紀の命運』（中公新書, 1997年）
- 『中国・台湾・香港』（PHP新書, 1999年）※
- 『「日中友好」という幻想』（PHP新書, 2002年）※
- 『21世紀の大学――開かれた知の拠点へ』（論創社, 2004年）
- 『音楽は生きる力』（西村書店, 2009年）
- 『「全球(グローバル)」教育論』（西村書店, 2010年）
- 『なぜ、国際教養大学で人材は育つのか』（祥伝社黄金文庫, 2010年）
- 『世界に通用する子供の育て方』（フォレスト出版・新書, 2011年）
- 『日本人の教養 混迷する現代を生き抜くために』（朝日新聞出版, 2011年）※
- 『学歴革命 秋田発 国際教養大学の挑戦』（ベストセラーズ, 2012年）

### 著作集
- 『中嶋嶺雄著作選集』（全8巻）、桜美林大学北東アジア総合研究所（2015年4月-2016年11月）
  - 1 現代中国像の原点
  - 2 逆説の文化大革命
  - 3 裏切られた民主革命
  - 4 北京・モスクワ秘史
  - 5 香港・台湾への視座
  - 6 国際関係論と地域研究
  - 7 大学教育革命
  - 8 教養と人生

### 編著
- 『中国文化大革命――その資料と分析』（弘文堂, 1966年）
- 『建国30年の中国―研究講座・その転換と国際関係』（自由民主党・出版局, 1979年）
- 『日本共産党と中国共産党』（日中出版, 1981年）
- 『中国現代史――壮大なる歴史のドラマ』（有斐閣選書, 1981年、新版1996年）
- 『東アジア比較研究』（日本学術振興会・学振新書, 1992年）
- 『近現代史のなかの日本と中国』（東京書籍, 1992年）
- 『変貌する現代世界を読み解く言葉』（東京外国語大学・海外事情研究所叢書：国際書院, 1997年）
- 『歴史の嘘を見破る――日中近現代史の争点35』（文春新書, 2006年）
- 『超大国中国の本質』（ベストセラーズ［ベスト新書］, 2010年）

### 共著
- （岡崎久彦）『日本にアジア戦略はあるのか――幻想の中国・有事の極東』（PHP研究所, 1996年）
- （深田祐介）『アジアは復活するのか――経済危機と日本の戦略』（PHP研究所, 1998年）
- （深田祐介）『アジアに未来はあるのか――憂鬱の中国、絶望の北朝鮮、危うい日本』（PHP研究所, 1999年）
- （李登輝）『アジアの知略――日本は歴史と未来に自信を持て』（光文社カッパ・ブックス, 2000年）
- （古森義久）『中国は脅威か――幻想の日中友好』（PHP研究所, 2000年）
- （渡辺利夫・江畑謙介・岡崎久彦・小島朋之）『「台湾問題」の先にある日本の危機――緊急提言田中真紀子外相に捧ぐ』（ビジネス社, 2001年）
- （古森義久）『2008年中国の真実――覇権か、崩壊か』（ビジネス社, 2002年）
- （古森義久）『中国暴発――なぜ日本のマスコミは真実を伝えないのか』（ビジネス社, 2004年）
- （古森義久）『米中新戦争――暴走する中国、封じ込めるアメリカ』 （ビジネス社, 2006年）
- （石平）『「日中対決」がなぜ必要か 中国・建国以来の真実と影』（PHPパブリッシング, 2009年）
- （石平）『中国とは何か 建国以来の真実と影』（PHPパブリッシング, 2013年）

### 共編著
- （石川忠雄・池井優）『戦後資料日中関係』（日本評論社, 1970年）
- （チャルマーズ・ジョンソン）『地域研究の現在――既成の学問への挑戦』（大修館書店, 1989年）
- （溝口雄三）『儒教ルネッサンスを考える』（大修館書店, 1991年）
- （清水透）『転換期としての現代世界――地域から何が見えるか』（国際書院, 1993年）

### 翻訳
- リチャード・ヒューズ『香港―主人なき都市』 タイムライフブックス, 1968年
- G・パローツィ＝ホルヴァート[12]『毛沢東伝』（河出書房新社〈ワールドブックス〉, 1969年、改訂版1972年／増訂版・講談社文庫（上・下）, 1979年）
- Problems of Communism 編集部編『米中接近―シンポジウム』（監訳・解説、時事通信社, 1972年）
- 『実践論・矛盾論 ―毛沢東重要論文選』（講談社文庫, 1972年）
- 『毛沢東語録』（講談社文庫, 1973年）
- ロクサーヌ・ウィトケ『江青』（上下、宇佐美滋共訳、パシフィカ, 1977年）
- 彭述之『失われた中国革命』（編訳、新評論, 1980年）
- エズラ・ヴォーゲル『中国の実験――改革下の広東』（監訳、日本経済新聞社, 1991年）
- フランソワ・ジョワイヨー『中国の外交』（渡辺啓貴共訳、白水社〈文庫クセジュ〉, 1995年）
- ウィリー・ラム『中国政治経済分析――新世紀への展望』（監訳、丸善, 1998年）

## 評伝・回想
- 『素顔の中嶋嶺雄―追想録』 東京外国語大学「中嶋ゼミの会」編、桜美林大学北東アジア総合研究所「北東アジア新書」、2015年7月
- 「解説　中嶋嶺雄の教養と人生」『教養と人生』（中嶋嶺雄著作選集・第8巻）、桜美林大学北東アジア総合研究所、2016年11月
- 『グローバル人材その育成と教育革命　日本の大学を変えた中嶋嶺雄の理念と情熱』中嶋嶺雄研究会編[13]、アジア・ユーラシア総合研究所、2018年9月

## 関連人物
- 中嶋啓雄 - 大阪大学教授（子）
- 村井仁 - 前長野県知事（高校の同級生4羽カラスの1人）
- 山根二郎 - 弁護士（高校の同級生4羽カラスの1人）
- 永田恒治 - 弁護士（高校の同級生4羽カラスの1人）
- 清水幾太郎 - 学者（現代思想研究会参加者）
- 森田実 - 政治評論家（現代思想研究会参加者）
- 宮台真司 - 首都大学東京教授（ヴァイオリン教室での生徒）